# Valera (cráter)

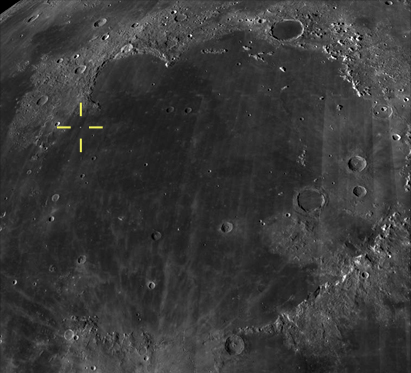
Valera es uno de los doce cráteres lunares localizados en el noroeste del Mare Imbrium

Valera es un pequeño cráter de impacto ubicado en la parte noroeste del Mare Imbrium, en el sector noroeste de la cara visible de la Luna. Se halla al noroeste del centro del cráter Borya, más grande. Otros cráteres cercanos son Gena al sursureste, Vitya al sursudoeste y Albert, Leonid y Kolya, más al norte. Los elementos más destacables de la zona son el Promontorium Heraclides (30 km al norte) y el cráter C. Herschel (150 km al sursureste) del área explorada por el Lunojod 1.

## Descripción
El cráter lleva el nombre de la forma dimunitiva del nombre masculino latino Valerius (Valerio), uno de los 12 nombres de pequeños cráteres en el área por la que pasó el Lunojod 1. Fueron aprobados por la Unión Astronómica Internacional (UAI) el 14 de junio de 2012.
El módulo terrestre de la misión soviética Luna 17 cruzó cerca del borde oriental alrededor de junio de 1971, después de dirigirse al noroeste del cráter Borya. Posteriormente se encaminó al noreste, al norte de Borya, y después de realizar tres curvas sinuosas, avanzó hacia el norte hacia los últimos tres cráteres alrededor de julio. La ubicación y la trayectoria del módulo de aterrizaje fueron determinados por Albert Abdrakhimov el 17 de marzo de 2010, basándose en una imagen tomada por el Lunar Reconnaissance Orbiter.